# Oranienburg
Oranienburg (česky Bocov či Bečov[zdroj?]) je německé město, ležící ve spolkové zemi Braniborsko. Je správním městem okresu Horní Havola. Leží na obou březích řeky Havoly, 25 km severně od centra Berlína.

## Správní členění
Oranienburg sestává z devíti částí:
- Friedrichsthal
- Germendorf
- Lehnitz
- Malz
- Oranienburg
- Sachsenhausen
- Schmachtenhagen
- Wensikendorf
- Zehlendorf

## Historie
Původní slovanské jméno města znělo Becov nebo Bečov, poněmčele Bötzow. Bylo založeno ve 12. století, první písemné zmínky pocházejí z roku 1216. Jako zakladatel hradu je uváděn Albrecht I. Medvěd. Kolem hradu se brzy usadili obchodníci a řemeslníci.
V roce 1646 si Fridrich Vilém I. Braniborský vzal za choť Luisu Henriettu Oranžskou. Ta byla městem Bötzow a jeho okolím tak přitahována, že jí manžel celou oblast daroval. Luisa nařídila přestavbu hradu, tentokrát v holandském stylu, a nazvala jej podle své dynastie Oranienburg. K přejmenování došlo roku 1653.

### Období nacismu
Město nechvalně proslulo jako místo, kde v roce 1933 vznikl v opuštěném pivovaře jeden z prvních nacistických koncentračních táborů. Byli tu uvězněni berlínští komunisté a další odpůrci nacistů. Tábor fungoval do roku 1934. Později, roku 1936, vznikl mezi Oranienburgem a obcí Sachsenhausen tábor Sachsenhausen. Ten byl v činnosti až do dubna 1945, kdy byli vězni osvobozeni Rudou armádou. V jeho zdech dle dochovaných dokumentů zahynulo přibližně 60.000 vězňů. Pouze asi 20.000 obětí se podařilo identifikovat. Tábor sloužil pro výcvik nových dozorců. Vedle tábora sídlil Inspektorát koncentračních táborů (IKL), hlavní organizační centrála pro správu všech nacistických koncentračních táborů. V listopadu 1939 bylo do Sachsenhausenu přivezeno a uvězněno 1200 českých vysokoškolských studentů, kteří se zúčastnili demonstrací po pohřbu Jana Opletala. Z nich 35 kruté zacházení a strádání nepřežilo. V táboře byl vězněn budoucí režisér Juraj Herz, téměř tři roky byl uvězněn spisovatel a malíř Josef Čapek a pět let zde byl vězněn pozdější prezident Antonín Zápotocký.
Město bylo také součástí programu nukleární energie nacistického Německa. Nedaleko nádraží byla už v roce 1926 postavena továrna na luminiscenční barvy společnosti Auergesellschaft. Tzv. Auer-Werke se již ve 30. letech zabývala také radioaktivními látkami a po okupaci československého pohraničí se stala jedním z hlavních zpracovatelů jáchymovského uranu a také Thoria. Podle tvrzení, jež předložil britský historik Antony Beevor, měl Stalin veliké přání zmocnit se výsledků tohoto programu. Z tohoto důvodu bylo město 15. března 1945, týden předtím, než padlo do rukou Rudé armádě, ,vybombardováno letadly 8. letecké armády USAAF. Některé čtvrti Oranienburgu poblíž nádraží jsou proto dodnes zamořené extrémně vysokými hodnotami radioaktivním Thoriem-232 a Radiem-226  Po válce byl tábor nadále využíván Sovětskou armádou. Vězněni zde byli nacističtí zločinci, množství odpůrců Sovětského svazu a pozdějšího východoněmeckého komunistického režimu.

## Památky
- Zámek Oranienburg, ve kterém sídlí muzeum, zámecký park a oranžérie
- evangelický kostel Sv. Mikuláše, který postavil v novorománském slohu architekt Friedrich August Stüler (kostel byl na konci války rozbombardován a po válce v podstatě znovu postaven)
- římskokatolický kostel Srdce Ježíše Krista s pomníkem obětem koncentračního tábora Sachsenhausen
- budova bývalého sirotčince při kostele Sv. Mikuláše, který založila Luisa Henrietta Oranžská
- Památník, informační centrum a muzeum Sachsenhausen, (k památníku patří jak vlastní areál tábora, tak i několik dalších objektů a expozic ve městě a jeho okolí, například expozice věnovaná Inspektorátu koncentračních táborů v budově finančního úřadu (původně hlavní budova IKL)

## Partnerská města
- Bagnolet, Francie (1964)
- Friedrichsthal, Německo (1991)
- Hamm, Německo (1990)
- Mělník, Česko (1974)
- Vught, Nizozemsko (2000)